# Étripe-chat
Ne pas confondre avec l'épée courte Katzbalger, parfois appelée étripe-chat en français.

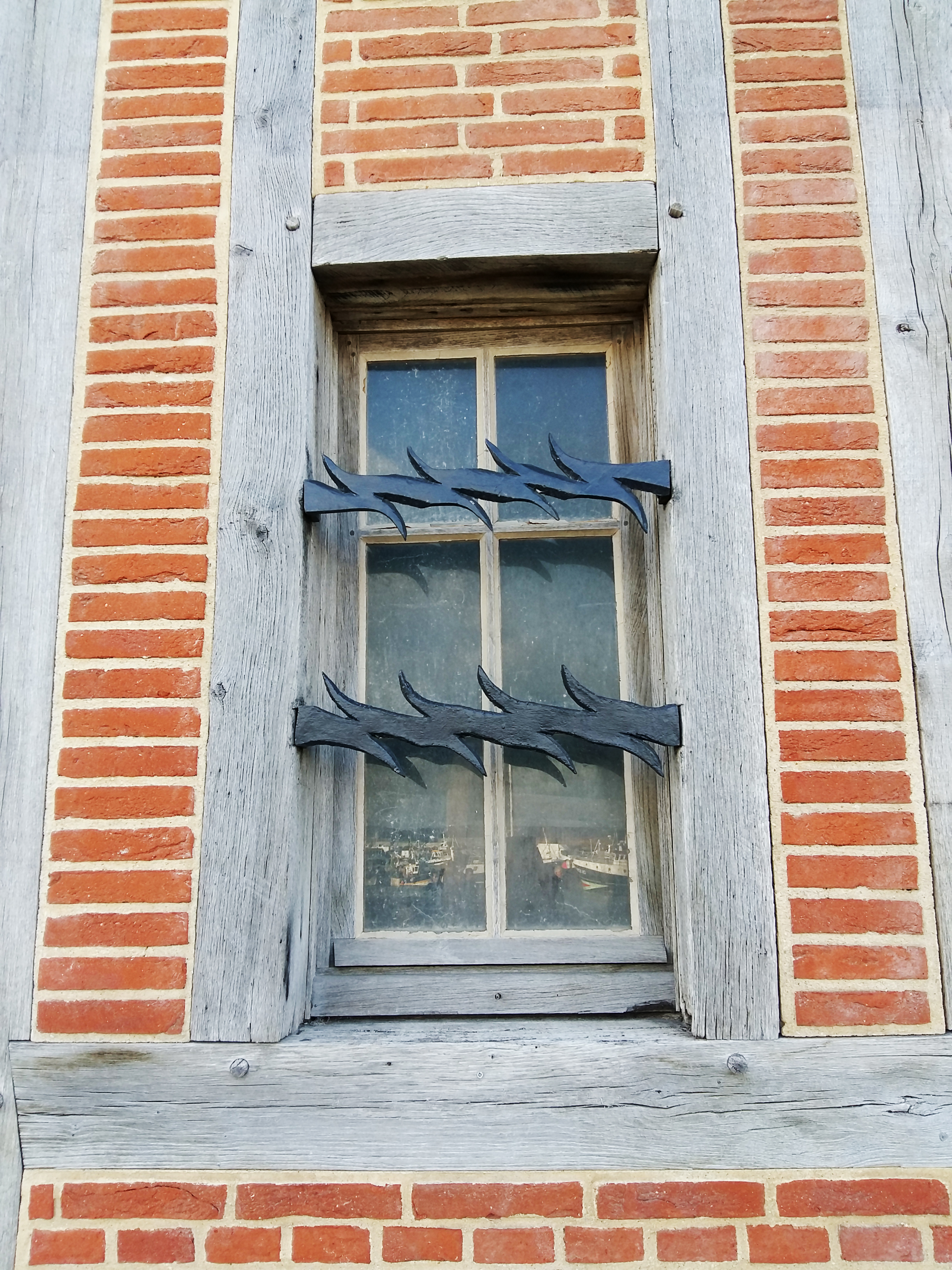
Étripe-chats sur les fenêtres de la Lieutenance du Vieux Bassin d'Honfleur, France.

Un étripe-chat ou défense de soupirail, grille de fenêtre, herse, est une ferronnerie en fer forgé ou moulé placée devant une fenêtre (surtout, celles du rez-de-chaussée) ou d'un soupirail, afin d'en limiter les intrusions ou les bris accidentels. 